# 拉耶乔蒂
拉耶乔蒂（Rayachoti），是印度安得拉邦Cuddapah县的一个城镇。总人口72196（2001年）。

## 人口
该地2001年总人口72196人，其中男性37147人，女性35049人；0—6岁人口10218人，其中男5196人，女5022人；识字率61.24%，其中男性为70.72%，女性为51.20%。